# Mills Peak
Mills Peak är en bergstopp i Antarktis. Den ligger i Östantarktis. Nya Zeeland gör anspråk på området. Toppen på Mills Peak är 1 420 meter över havet.
Terrängen runt Mills Peak är kuperad österut, men västerut är den bergig. Trakten är obefolkad. Det finns inga samhällen i närheten.